# 阿德朗日
阿德朗日（法語：Adelange，法語發音：[adlɑ̃ʒ]；洛林法兰克语：Aidlingen）是法国摩泽尔省的一个市镇，位于该省中部，属于福尔巴克-布莱摩泽尔区。

## 地理
阿德朗日（49°0'19"N, 6°36'43"E）面积5.81 平方千米，位于法国大東部大區摩泽尔省，该省份为法国东北部内陆省份，是洛林的一部分，西南接默尔特-摩泽尔省，东临下莱茵省，北与卢森堡和德国接壤。
与阿德朗日接壤的市镇（或旧市镇、城区）包括：布斯特罗夫、安什维尔、福尔克蒙、瓦勒莱福尔克蒙。

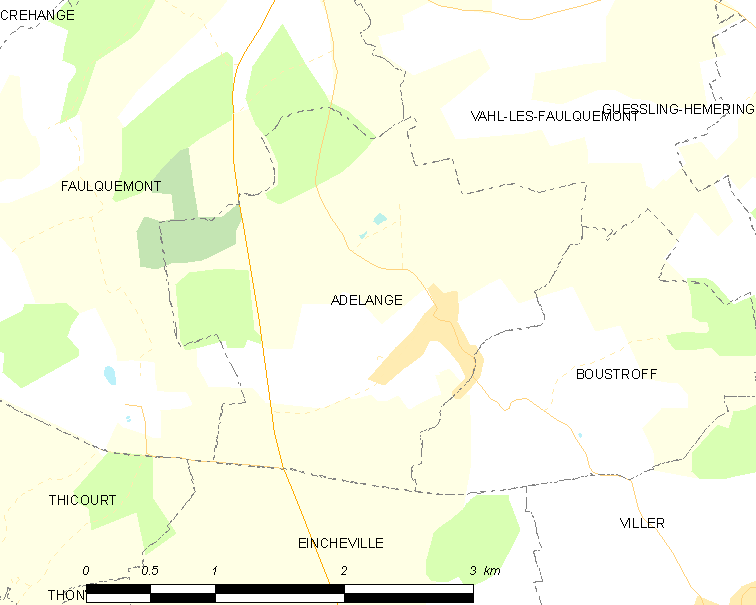
阿德朗日的OSM定位图

阿德朗日的时区为UTC+01:00、UTC+02:00（夏令时）。

## 行政
阿德朗日的邮政编码为57380，INSEE市镇编码为57008。

## 政治
阿德朗日所属的省级选区为福尔克蒙县。

## 人口

1962-2008年间阿德朗日人口变化图示

阿德朗日于2022年1月1日时的人口数量为216人。